# Eppenich
Eppenich is een plaats in de Duitse gemeente Zülpich, deelstaat Noordrijn-Westfalen, en telt 141 inwoners (2006).